# 唯心主義

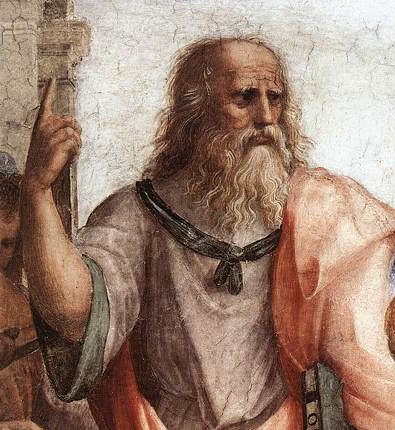
《雅典學院》中的柏拉圖，拉斐爾作

唯心主義（英語：idealism），又稱觀念論，指的是哲學领域中对所有形上學、玄学、不可知论和泛灵论的总稱，這个詞語在部分國家和地區的用法中强调現實世界只是人類所能感知到的世界而已，所有生命也只能以自己的心情和思维来解读外在世界，所以心灵能压倒、主宰和改变一切物質，而物质却不一定能影响心灵。
從知識論的觀點來看，唯心主義代表著對於認知任何獨立於心智的事物都抱持著懷疑論的態度。相對於唯物主義，唯心主義宣稱人的意識是萬物的根源以及物質現象發生的先決條件，根據這個觀點，意識作為物質存在的前提是存在於物質之前的。唯心主義者相信心智及意識是物質世界的起源，並嘗試藉由上述的法則解釋世界萬物的存在。
唯心主義主要分成兩大類：主觀唯心主義與客觀唯心主義，前者認為物質的存在是建立於人類的意識，是意識派生出來的產物，後者則認為在人類的意識之前，存在著一個客觀的意識，這個意識形成或者獨立於人類的意識。從社會學的角度來看，唯心主義強調社會如何被人類的想法所塑造，特別是人類的信念與價值觀。作為本質論的一個分支，唯心主義更進一步認為，所有實體物質是由心智或精神組成。是故，唯心主義將完全否認物理主義和二元論等無法使心智做為一切根本的理論。
關於經驗世界乃由心智產生的論述，現今已知最早的可追溯到古印度及古希臘。印度唯心主義者和希臘新柏拉圖主義者提出類似萬有神論的論述──作為事務的根源或真正自然的真實，意識是存在於萬物之中。此外，約於公元4世紀伴隨著大乘佛教而興起的瑜伽行唯識學派以此基礎，將原先「唯心」主義大幅度延伸至著重個人經驗的現象學。這個朝向主觀唯心主義的轉變呼應了18世紀中葉唯心主義的復興，喬治·貝克萊等學者創立經驗主義並對唯物主義提出質疑。緊接著的19世紀的哲學主要由許多德國唯心主義學者主導，從康德起，然後有黑格爾、費希特、謝林以及叔本華。這個傳統產生了許多著重於主觀的與唯心的學派，例如現象主義和存在主義。
然而，唯心主義在20世紀遭到嚴重的打擊，其中最具影響力的來自愛德華·摩爾和羅素對於認識論及本體論的批評，當然他們的批評也包括新現實主義。根據史丹佛哲學百科全書所述，摩爾和羅素的批評影響力之大，導致在往後的 100 年間「任何偏向唯心主義的認知均被英語世界以存疑的眼光看待」。

## 定義
一般而言，「唯心主義」者是指那些認為人類的存在很大一部分來自觀念或精神領域的人。形上唯心論認為現實世界的本質是無形的或精神上的，與本體論有若干相似之處。但在此之外，唯心主義者對於心智的何種層面較為基本卻仍然未有共識。柏拉圖式唯心主義斷言抽象概念相對於現實事物更為基礎，然而主觀唯心主義現象主義則傾向於偏重對於抽象概念的具體感官知覺，而知識論的觀點則是現實只能藉由思想來感知，且心理學經驗可以被心智所理解。
由於主張存在與心智獨立的世界，主觀唯心主義者如喬治·貝克萊，是被歸類為支持反現實主義的。但是，先驗唯心論者如康德卻強烈懷疑這種世界的存在性，他們主張認識論架構下的唯心主義，而非形上學架構下的唯心主義。從而，康德將唯心主義定義為「一個指稱無法確切分明我們自認存在的對外在的認知是否僅僅只是想像的理論」。同時，康德並宣稱，根據唯心主義， 「客觀物體的真實性並不允許嚴格的證明，然而相反的，根據意識，（屬於自己的或自己內在的主觀狀態）所主觀感受到的物體的真實性卻是不證自明的。」不過，並非所有唯心主義者都把真實或可知的事物限制在只有我們的直接而客觀的經驗，如客觀唯心主義者認為存在超經驗的世界，但否認這個世界可以從根本上與心智分開，或者從本體論的角度是先於心智的。因此，柏拉圖和戈特弗里德·莱布尼茨相信客觀而可知的存在性超越主觀的認知，但這個存在是奠基於理想單元(entity)，這個觀點是形上唯心主義的一型，同時否定了認識論唯心主義。注意到並非所有形上唯心主義者都認為理想是自然的：對柏拉圖而言，基本單元屬於非心智的抽象形式；然而對萊布尼茨來說，基本單元是心靈上的實在單體。
因此，先驗唯心主義者如康德強調唯心主義的認識論面向，而不讓自己陷於現實世界是否完全「終極地」屬於心智的問題當中；客觀唯心主義者如柏拉圖著重於在心智上以及抽象上現實世界的形而上基礎，認為個人經驗也不該對智識論產生限制；而主觀唯心論者如貝克萊則認同形而上的和智識論的唯心主義。

## 傳統的唯心主義

### 蘇格拉底之前的哲學
此階段，唯心主義者認為意識是一切的根源。而這種相信宇宙的基礎只有一種的想法，致使唯心主義成為一種一元論。
阿那克薩哥拉 (西元前 480) 講授說「所有事物」都是由 Nous (心智) 構成的，並且說心智包含了整個宇宙，讓人類與宇宙產生連結且給予人類一條通往神靈的道路。

### 柏拉圖主義和新柏拉圖主義
柏拉圖的理型論想法認為有一些理想型式，例如幾何學的柏拉圖立體和一些抽象對象如善良及正義，是共相地獨立存在於個別事例

。阿恩·格倫把此教義稱作「將形上唯心主義做為『超常』唯心主義的經典例子」，而西蒙·克萊因稱柏拉圖為「形上客觀唯心主義的最早表現」。然而，柏拉圖認為物質是暫時且不完善但卻是真實的，並且物質是由身體的感覺受器感知到，物質的存在則是由直通理智靈魂的終極思想所感知。因此，柏拉圖是形上二元論者，也是知識論二元論者，是故以現代的觀點，柏拉圖不能算是唯心主義。

## 基督教哲學
一般來說，基督教神學建基於新柏拉圖主義，大多是帶有唯心主義色彩的

。雖然基督教神學在 12 世紀受到亞里斯多德經院哲學的影響，但在接下來的數個世紀中，有神論唯心主義者諸如赫爾曼·陸宰提出「萬物基礎」理論：萬物終將趨近其統一性，該論點日後被新教神學家所廣泛接受
。 
部分近代宗教運動被看作是特定唯心主義信仰，具體事例有新思想運動新思想運動以及唯一教堂。此外，基督教科學教會的教義是一種神學形式的唯心主義：所有真實的存在都是上帝或者上帝的想法，我們的世界則像是精神感知的扭曲及誤解，而這個扭曲誤解可以藉由思想的重新導向(淨化)進行觀念上以及個人經驗上的修正。

## 中國哲學
中國的唯心主義首次由宋代思想家陸九淵提出「心學」，強調「心即理」、「明心見性」，意為持敬意的內省功夫。陸九淵的心學於明代由哲學家、思想家、教育家、書法家及軍事家王守仁加以闡述，並且發揚光大，於明朝後半葉佔據思想的主流地位，後世將其哲學合稱為陸王心學。

## 印度教教義及佛教教義

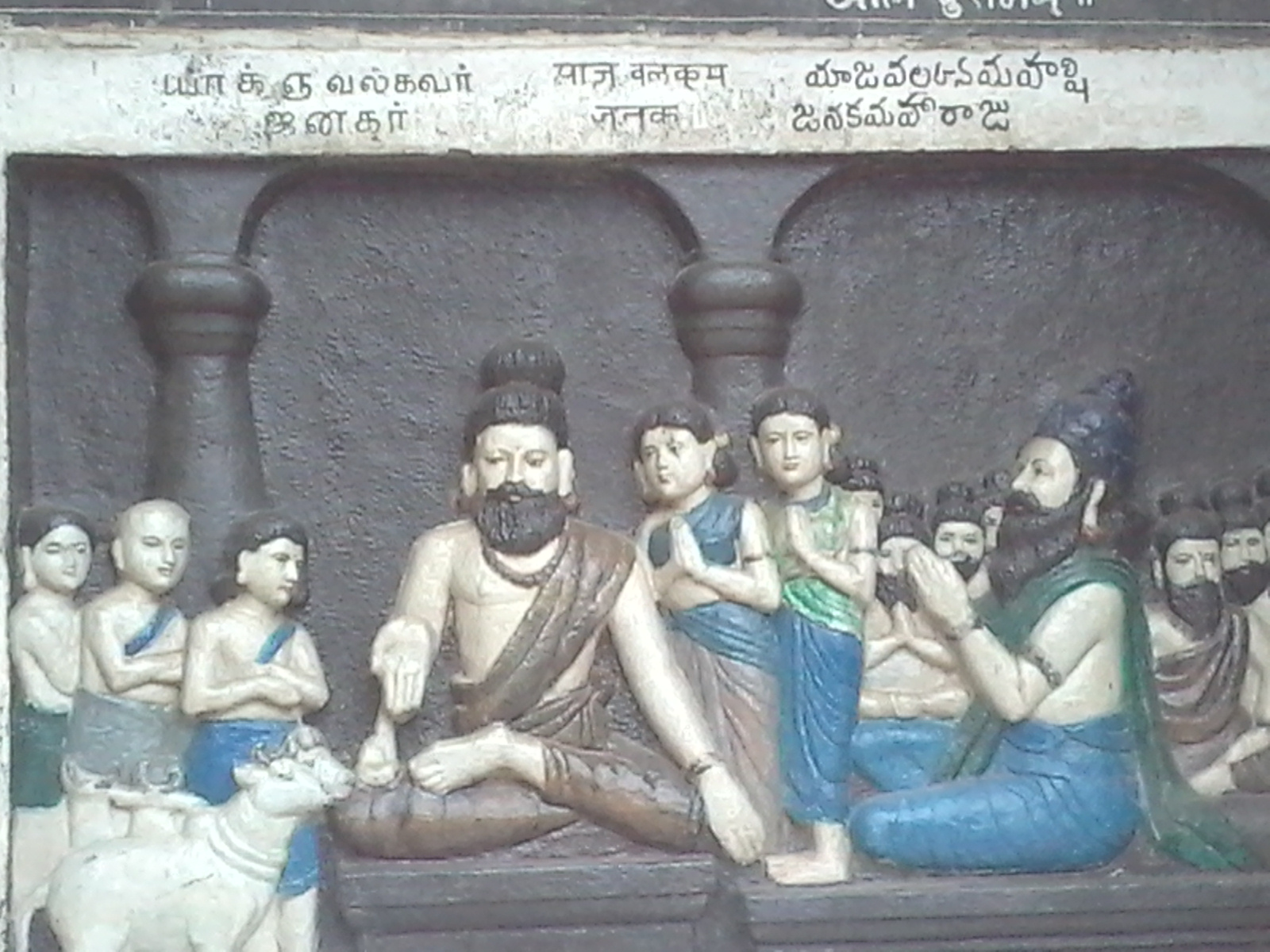
印度教仙人耶若婆佉是最早期的唯心主義擁護主之一，並且是廣林奧義書中主要的核心，其活躍的時間約於西元 8 世紀。

從古至今，印度哲學出現過許許多多不同流派的唯心主義：其中印度教的唯心主義普遍信奉一元論或非二元論，認為一個一統的意識是知覺現實和多元論的本質及意義；而另一方面，佛教的唯心主義則更傾向於認識論且反對形上一元論，因為形上一元論被佛教視為永恆論而非極端之間的中道。
印度方面最早關於唯心主義的文獻是《梨俱吠陀》的原人歌，作為萬有神論的支持論述，當中描述宇宙中的神我是無處不在但又是超越宇宙的存在
。
絕對唯心主義則可見於歌者奧義書，其中認為客觀物質世界如四界以及主觀經驗世界如希望、記憶等，皆為自我的展現。

### 印度教相關哲學理論
吠檀多學派部分學者透過著述吠陀及奧義書等經典大力提倡唯心主義，他們將吠陀的主題定為試圖解釋自然界的存在以及梵和自我的關係。當中最為早期的經典是由跋多羅衍那所著的婆羅門經，也是後續眾多吠檀多分支學派的論據依歸。吠檀多不二論是吠檀多學派的一個主要分支，其核心理念是非二元唯心主義形上學。該學派的思想家有阿迪·商羯羅 (788–820) 以及和他同時代的曼達納·米斯拉，根據他們說法，梵是唯一的或者說絕對的意識，也因為摩耶 (錯覺)，梵表現為世界的各種不同樣貌，所以他認為大部分的感知都是錯誤的。梵作為普遍的意識，所有的生命或靈魂皆無法與之切割，即使是看似獨立的靈魂，梵語稱之為命，事實上也等同於梵。
其他的吠檀多學者相對來說沒有激進的支持非二元對立，反而接受梵和命之間可以存在些許的不同之處，期種代表性的學者有制限不二論者羅摩奴闍和梵我不一不異論者婆什迦羅。例如以摩陀婆為首的吠壇多二元論學派持一個相反的觀點，認為世界是真實且永恆的，而真正的梵我則取決於梵的反映。
此外，具有怛特羅主義色彩的喀什米爾濕婆教也被歸類為唯心主義的學派，該教派的主要領袖是喀什米爾人阿毘那婆笈多 (西元 975–1025)。
唯心主義也為部分印度教流派所反對，例如支持二元論的數論、支持原子論的勝論、使用邏輯辯證法的正理論、擁護吠陀神性的彌曼差以及支持唯物主義的順世論。
近代印度的唯心主義則主要受到影響來自印度哲學家薩瓦帕利·拉達克里希南的《唯心主義的人生觀》，該書著於 1932 年，其內文擁護吠檀多不二論。

### 佛教相關哲學理論

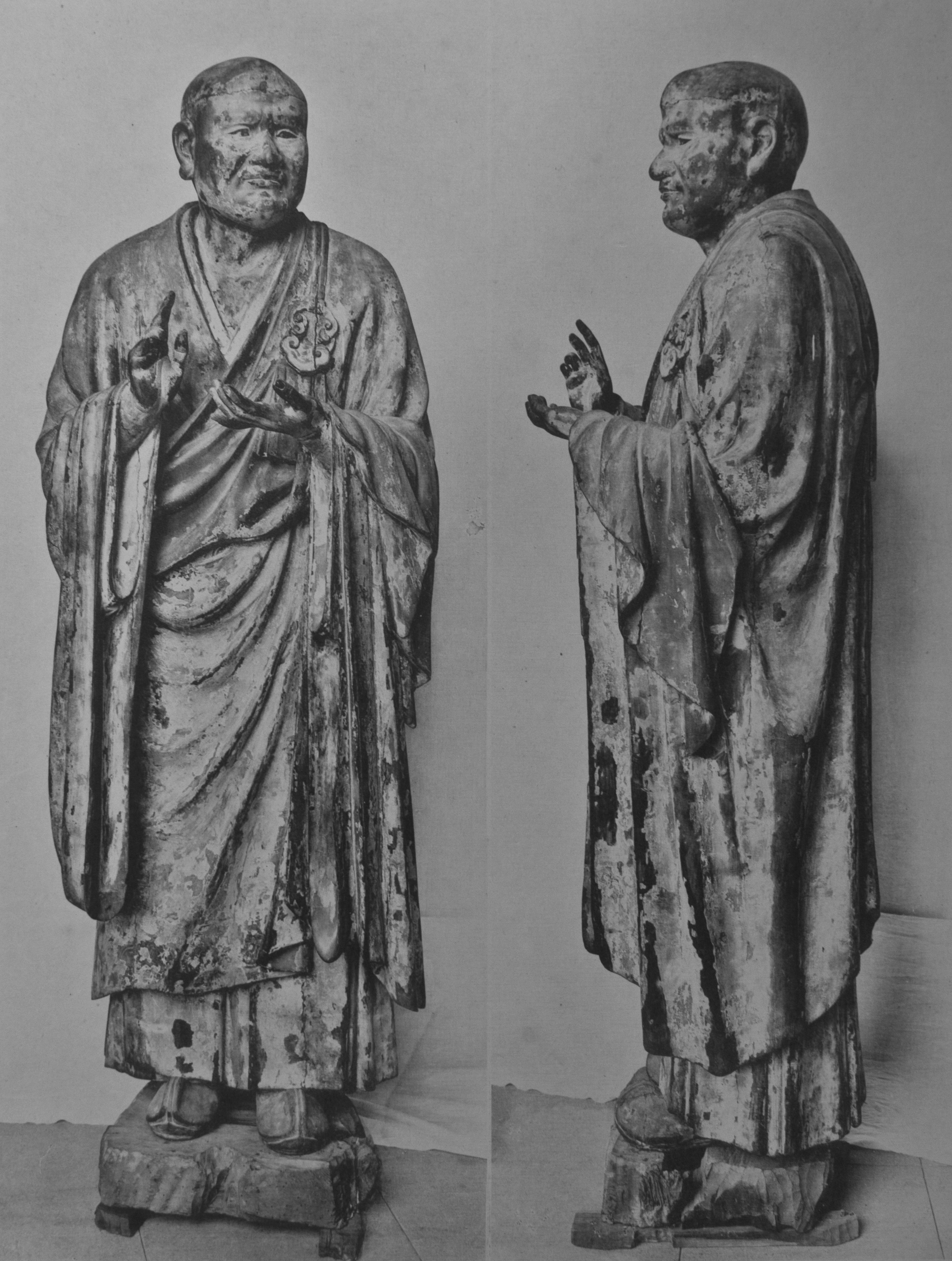
世親的雕像，於日本奈良市興福寺。

大乘佛教的一些經典，包括《解深密經》、《楞伽經》及《十地經》等等，本身都包含唯心論的思想。受到瑜伽行唯識學派的影響，印度本地的佛教哲學家，如世親、無著、寂護等再將大乘佛教教內的法界唯心論思想進行拓展，此外，瑜伽行唯識學派被中國哲學家兼翻譯家玄奘傳到中國並推廣開來。然而，瑜伽行唯識派的思想是否能算做唯心論仍存在爭議。
世親否定了外在客體的存在性，甚至連外在這個性質本身的存在性都不予承認。事實上，他認為真實的真正本質是超越主客體的區別的，並且把一般的經驗意識看做是主體對於外在客體以外的某個獨立外在世界的感知所產生的假象，並聲稱這些經驗意識都是「識」，意思是腦中的表示或概念化。世親以一首韻文解釋他所認可的唯識論：「一切都是唯識的，因為不存在的事物的出現，恰如視障者可能會看到頭髮上根本不存在的小蜘蛛絲。」
信奉佛教的哲學家法稱對於外在客體的明確存在性有著與世親相似的看法，他於其著作《釋量論》中宣稱經驗意識本身，絲毫並無他物，就算是具體物件的感知，本質上也僅僅是意識本身而已。
漢傳佛教方丈釋星雲博士在解釋佛教教義與西方傳統哲學思想之間的差別時聲稱 西方傳統哲學思想認為本質與現象是相對立的，並且認為萬物的源頭是上帝，也認為這位上帝造創和主宰世界，而佛教所認可的唯識論認為萬物都沒有自性，故不是實有的，而且它們是都由心識所現的，但這並不代表唯識論等於唯心論，因為唯心論認為只有心靈是存在的，而唯識論認為諸法皆由因緣而生，並且認為心識本身也是依因待緣並隨境變現的，所以唯識論並沒有落在唯物論與唯心論之間的任何一端。

## 相關哲學觀點

### 柏拉圖
柏拉图哲学思想的核心是“理念论”，他认为存在着一个由形式和观念组成的客观而普遍可靠的实在世界，即“理念世界”。理念世界是独立于个别事物和人类意识之外的实体，永恒不变的理念是个别事物的“範型”，个别事物是完善的理念的不完善的“影子”或“摹本”。
在《国家篇》中柏拉图讲到一个傀儡寓言：洞口上面有类似傀儡戏的表演，借洞口火光，其阴影投到洞壁上，这个犯人看到的只是这些阴影，等到犯人被释放，他才看到傀儡，看到火光，才明白以前看到的只不过是这些东西的阴影，等爬出洞来，看到真正的事物，看到太阳，才知道以前所看到的傀儡火光之类，只不过是对真正事物和太阳的摹仿。柏拉图在寓言中所说的真实事物和太阳，是对他的理念世界的比喻，而傀儡火光之类，是对现实世界的比喻，他认为理念世界比现实世界更真实更完美。
比如遥远的天体人眼看到的都是那个天体的过去，有时候那颗天体已经死亡了，但是我们依然可以看到假象，而这个假象就不属于客观物质，同样他也不属于我们内心意识。从而说明了我们看到的未必就是真正的客观物质。同样宇宙所有事物都是光线到达眼睛时的事物，所以我们看到的都是过去，而宇宙瞬息万变。所以我们看到的宇宙都不是客观现实的宇宙。

### 伯特蘭·羅素
罗素在他的《哲学问题》中，对唯心主义提出了一些解释。他批判贝克莱的唯心主义把直接的感官认识和真正知道事物的本身含糊化地都归结为事物“在我们心灵之内”。应该说，我们对事物直接的感官性认知——如眼睛直观看到的、耳朵直接听到的等，不能说它属于精神层面上的东西。而只有我们真正知道事物本身——在思想中把握事物的本质，知道事物的精神行为，才是能够比较准确地表达唯心主义的内涵。单纯地以“因为事物被我感知，所以事物存在”这样的表意不清的说法来表述唯心主义是不够准确的。

## 外部連結
- PhilPapers上的唯心主義
- 唯心主義，Indiana Philosophy Ontology Project
- McQuillan, Colin. . .
- Muirhead, John. .  14 (第11版). London: 281–287. 1911.
- 扎尔塔, 爱德华·N (编). . .